# Opuntia pailana
Opuntia pailana là một loài thực vật có hoa trong họ Cactaceae. Loài này được Weing. mô tả khoa học đầu tiên năm 1929.

## Hình ảnh

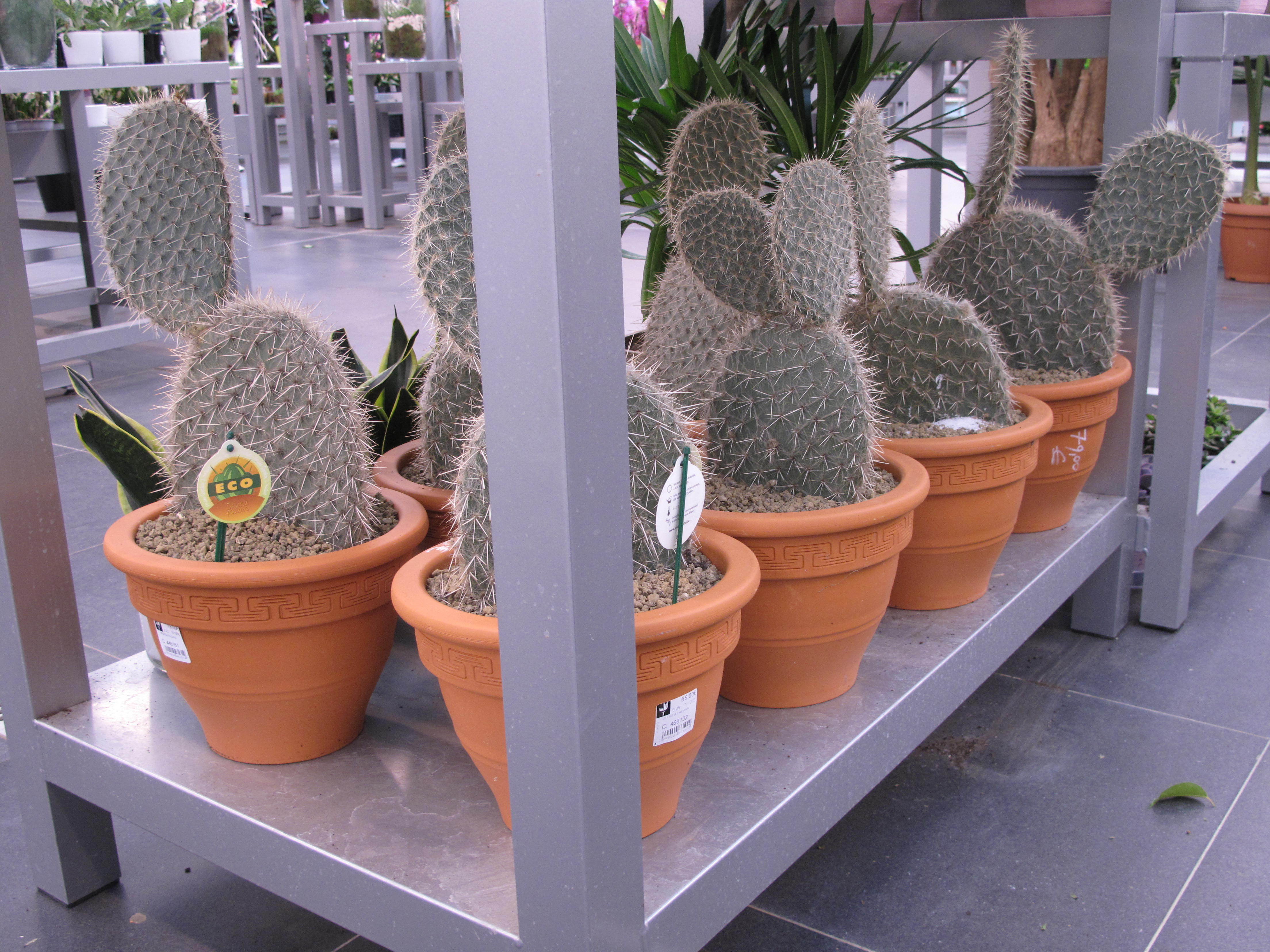